# Selopamioro
Selopamioro is een bestuurslaag in het regentschap Bantul van de provincie Jogjakarta, Indonesië. Selopamioro telt 13.293 inwoners (volkstelling 2010).